# Siervas de los Pobres de Jeanne Delanoue
La Congregación Siervas de los Pobres de Jeanne Delanoue (oficialmente en francés: Servantes des Pauvres de Jeanne Delanoue), antiguamente llamada Hermanas de Santa Ana de la Providencia, es una congregación religiosa católica femenina de derecho pontificio fundada por la religiosa francesa Jeanne Delanoue, el 26 de julio de 1704, en Saumur. A las religiosas de este instituto se les conoce como siervas de los pobres o hermanas de Jeanne Delanoue. Sus miembros posponen a sus nombres las siglas S.J.D.

## Historia

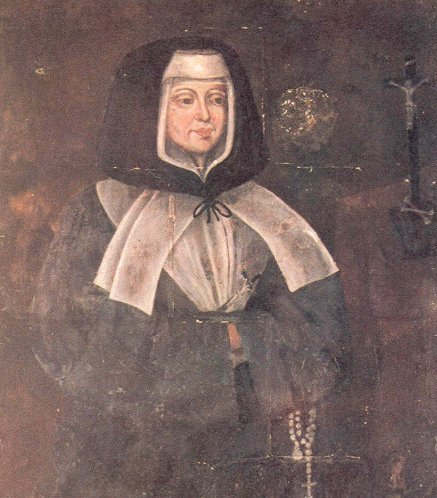
Jeanne Delanoue (1666-1736), fundadora de la congregación.

Jeanne Delanoue, gracias a la influencia de Françoise Souchet, por cuyo testimonio de entrega a los pobres, se convirtió en una mujer dedicada al servicio de los más necesitados. Tal fue la entrega de Delanoue que, según cuentan sus biógrafos, fue objeto de múltiples experiencias místicas. En una de dichas experiencias, la joven sintió el llamado a consagrarse como religiosa. Su casa se había convertido en una hospedería para indigentes y todos comenzaron a llamarla La Providencia. En ella invirtió todas sus riquezas y dio origen, con un grupo de compañeras, a un instituto dedicado al servicio de los pobres y enfermos, con el nombre de Hermanas de Santa Ana de la Providencia, el 26 de julio de 1704.
El instituto recibió la aprobación diocesana, de parte del obispo de Angers, Michel Poncet de La Rivière, el 29 de septiembre de 1709. Las Hermanas de Santa Ana de la Providencia fueron aprobadas también por lo civil, durante el gobierno de Napoleón, en 1810. Lograron mantenerse durante la Revolución francesa gracias a su servicio de enseñanza y hospitalario.
Durante el capítulo general de 1964 las Hermanas de Santa Ana de la Providencia cambiaron su nombre por el de Siervas de los Pobres de Jeanne Delanoue. El 7 de noviembre de 1968 recibió la aprobación de la Santa Sede como congregación religiosa de derecho pontificio, durante el pontificado de Pablo VI. Ese mismo año las Siervas de la Gran Providencia de Nantes, fundadas también por Jeanne Delanoue, se unieron al instituto. Más tarde, en 1985, harían lo mismo las Siervas de la Providencia de Mende.

## Organización
La Congregación Siervas de los Pobres de Jeanne Delanoue es un instituto centralizado, cuyo gobierno es ejercido por la superiora general, coadyuvada por su consejo. La casa general se encuentra en Saumur.
Las siervas de los pobres se dedican a la instrucción y educación cristiana de la juventud, en sus centros de enseñanza y en las catequesis. Además ofrecen su servicio tradicional de atención social y sanitaria a los pobres.
En 2015, el instituto contaba con unas 339 religiosas y 58 comunidades, presentes en Francia, Indonesia, Madagascar y Malí.